# Obzorje
Obzórje (tudi horizónt) je črta, ki se vidi s točke opazovališča in, ki loči zemeljsko površje od neba. Obzorje je velik krog na presečišču vodoravne ravnine opazovališča in nebesne krogle. Beseda horizont izhaja iz grške besede orizein, kar pomeni omejiti, oziroma ορίζοντας: orizonios, omejevalen. Obzorje deli vse smeri, ki jih lahko opazovalec na Zemlji vidi, v dva razreda: tiste, ki presekajo Zemljo, in tiste, ki ne. Velikokrat pravo obzorje zastirajo drevesa, zgradbe, gore in podobno. Takšno presečišče se imenuje vidno obzorje ali naravno obzorje.
Pola obzorja sta nadglavišče (zenit) in podnožišče (nadir). Nadglavišče je točka navpično nad opazovališčem, podnožišče pa je na nasprotni strani nebesne krogle glede nanj.
V astrofiziki in kozmologiji se črne luknje nahajajo v območju, ki se imenuje dogodkovno obzorje. Tudi vidno Vesolje ima verjetno svoje obzorje – kozmološko obzorje.